# 奧地利太空總署
奧地利太空總署，自2005年正式更名為航空航天局（德語：Agentur für Luft- und Raumfahrt），是一個旨在協調奧地利與太空探索相關活動的組織。該機構參與了包括國家計畫和透過歐洲太空總署（ESA）協調的跨國努力。
奧地利太空總署成立於1972年，總部位於維也納。1987年1月1日，奧地利加入了歐洲太空總署（ESA）成為會員國。該機構以協調奧地利首位太空人工程師弗朗茨·菲赫伯克於1990年乘蘇聯聯盟號太空船進行太空飛行而聞名。

## 历史

### 背景
奥地利太空总署成立之前，奥地利已经积极参与了太空活动。 在1950年代末和1960年代，该国选择通过联合国等国际太空委员会逐渐加强参与。奥地利代表与国际同行协调制定了早期的多项条约，并建立了与太空利用相关的法律。 奥地利政府还对促进基于太空的活动产生了兴趣，特别是国内的努力。1961年初，该国参与了建立欧洲太空研究组织（ESRO）的谈判；三年后ESRO成立时，奥地利选择了观察员身份，这是因为对国家财政贡献缺乏协议。
奥地利政府没有参与欧洲运载火箭发展组织（ELDO）的倡议，主要是因为这违反了《奥地利国家条约》。 虽然奥地利并非ESRO的正式成员，但奥地利内部的一些人士积极倡导在太空活动中扮演更积极的角色。1962年5月，奥地利航空学会成立，旨在通过发射比例模型火箭来展望未来的项目。 从1967年到1972年，该学会在国际宇航联合会上代表奥地利，随着奥地利太空总署的成立，该角色结束。 奥地利太空总署的成立最早提议于1962年。 1968年5月，奥地利联邦外交部设立了一个委员会来调查这一可能性。随着1970年成立联邦科学与研究部，成立了一个任务小组来实现设想中的太空总署。 1972年，奥地利太空总署正式成立。

### 活跃年份
奥地利太空总署的长期目标是加强奥地利工业、商业和科学在基于太空技术的国际地位，实现经济和技术发展，并促进奥地利航空航天部门的增长。该机构的一个职能是实施国家航空航天政策，并代表奥地利参与各种国际航空航天委员会。
在1975年，奥地利开始积极参与欧洲空间局（ESA），这是欧洲太空研究组织（ESRO）的后继者。 1981年，奥地利被承认为ESA的准成员国。 1987年1月1日，奥地利正式成为ESA的全体成员国。 奥地利与ESA的合作不仅限于必须的活动，如太空科学、技术和研究项目，还包括各种可选项目，如地球观测、微重力研究、空间基础设施和科学实验开发，以及空间导航和电信项目。
奥地利已经与多个国际合作伙伴开展了双边合作项目。 1989年，奥地利与苏联达成了一项共同的奥地利-苏联太空飞行协议；这导致工程师弗朗茨·菲赫伯克成为第一位奥地利公民体验太空飞行，他在随后的一年搭乘联盟号飞船到米尔空间站执行任务。 其他奥地利与苏联的合作努力导致奥地利为探测器开发了许多科学仪器，并参与了多项任务。奥地利还与挪威、瑞典、法国、瑞士和德国等国家开展了双边项目。